# Raionul Ohtîrka (pre-2020), Sumî
Ohtîrka (în ucraineană Охтирський район, transliterat: Ohtîrskîi raion) este un raion în regiunea Sumî, Ucraina. Reședința sa este orașul Ohtîrka.

## Demografie
Componența lingvistică a raionului Ohtîrka
     Ucraineană (96,22%)
     Rusă (3,26%)
     Alte limbi (0,34%)
Conform recensământului din 2001, majoritatea populației raionului Ohtîrka era vorbitoare de ucraineană (96,22%), existând în minoritate și vorbitori de rusă (3,26%).